# ミハル・カドレツ
ミハル・カドレツ（Michal Kadlec, 1984年12月13日- ）は、チェコ・ヴィシュコフ出身の元同国代表サッカー選手。現役時代のポジションはディフェンダー (左サイドバック) 。父はチェコをEURO1996の準優勝へ導いたミロスラフ・カドレツ。

## 経歴

### クラブ
チェコやドイツのユースチームで育ち、2001年チェコの1.FCスロヴァーツコでプロデビューする。2005年に同国の強豪ACスパルタ・プラハに移籍。
2008-09シーズンはバイエル・レヴァークーゼンにレンタル移籍。第4節のハンブルガーSV戦で後半開始から途中出場し、ブンデスリーガでのデビューを果たした。その後レギュラーをつかむと、レヴァークーゼンは2009年1月に買取オプションを行使し、2013年までの契約で完全移籍する。このシーズンはブンデスリーガで30試合に出場し、国内カップ戦でも決勝進出に貢献した。
2年目となる2009-10シーズンは開幕直後に負傷離脱するも後半戦から復帰。復帰後は再び左サイドバックのポジションを確保した。
2010-11シーズンはレヴァークーゼンのDFの中で最も多くの試合に出場した。
2013-14シーズンから3年契約でトルコのフェネルバフチェSKに移籍。前半戦は負傷の影響もあり1試合の出場にとどまったが、後半戦は本職の左サイドバックや、試合によってはセンターバックでも出場している。
2016-17シーズンよりスパルタ・プラハに復帰した。

### 代表
2007年11月17日のスロバキア代表戦でチェコ代表で代表デビュー。2008年5月30日のスコットランド代表戦で代表初ゴールを記録した。
2012年6月16日のEURO2012にも出場しチームのベスト8進出に貢献した。

## タイトル
ACスパルタ・プラハ
- ガンブリヌス・リーガ : 2004-05, 2006-07
- チェコ・カップ : 2005-06, 2006-07

フェネルバフチェSK
- スュペル・リグ : 2013-14
- トルコ・スーパーカップ（英語版） : 2014

1.FCスロヴァーツコ
- チェコ・カップ : 2021-22